# Escalfado

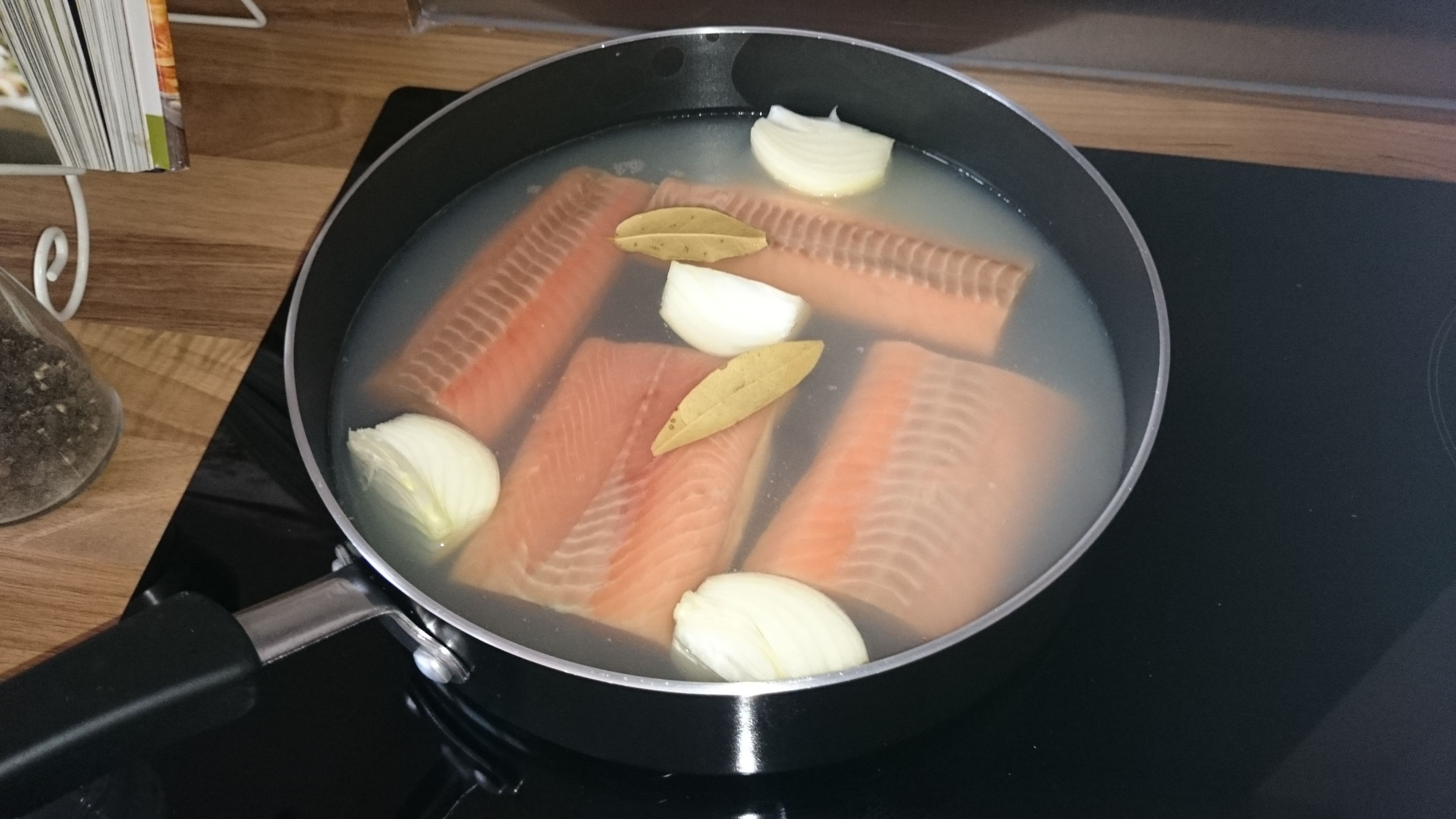
Salmón siendo escalfado.

El escalfado o pochado es una técnica de cocina (del latín excalfacĕre, ‘calentar’) mediante la cual los alimentos se calientan en un líquido (puede incluir vinagre y ser un caldo, un consomé, leche o simplemente agua) mientras se agita lentamente. 

## Procedimiento
El alimento a escalfar debe quedar completamente sumergido en el líquido caliente durante el proceso. Se suele referir generalmente a un huevo escalfado. Cuando hablamos de pochar cebolla, o verduras en general, nos referimos a poner la sartén a calentar con un poco de aceite, poner la cebolla y, a cocción lenta, ir removiendo para que no se dore. El resultado de esto es que se haga con su propio jugo, quede blanda y de color transparente.